# Percy Zachariah Cox

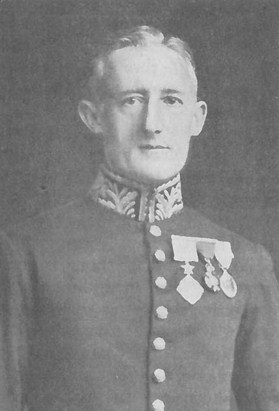
Sir Percy Cox, 1916

Sir Percy Zachariah Cox GCMG, GCIE, KCSI (* 20. November 1864 in Herongate, Essex; † 20. Februar 1937 in Melchbourne, Bedfordshire), auch Supposi Kokkus genannt, war ein britischer Befehlshaber und Diplomat des Britischen Mandats Mesopotamien und gilt als herausragendes Beispiel für Personen, die das britische Empire in seiner Blütezeit prägten.
Er etablierte die irakische Armee und Verfassung. Ab 1920 übernahm er als British Civil Commissioner (dt. Britischer Zivilbeauftragter) den Posten von Sir Arnold Wilson in Bagdad. Später wurde er Minister des Politischen Dienstes in Teheran. Er löste damit Sir Charles Marling ab. Während seiner Amtszeit unterzeichnete er den Anglo-iranischen Vertrag von 1919. Percy gilt als einer der Hauptakteure bei den Grenzziehungen der Staaten Jordanien, Saudi-Arabien und Kuwait zum heutigen Irak in den Jahren 1922–1923. Nach Beendigung seiner Amtszeit setzte er sich für einen autonomen Staat Kuwait ein.

## Leben
Percy Cox war der dritte Sohn von Julienne Emily und Arthur Zachariah Button, einem englischen Cricket-Spieler, der als Deputy Lieutenant der Grafschaft Essex diente und in seiner Freizeit der Fuchsjagd nachging. Sein Vater entschied sich zur Annahme des Nachnamen Cox aufgrund einer ungewöhnlichen letztwilligen Verfügung des 1858 ohne Erben verstorbenen Verwandten Philip Zachariah Cox.
Cox besuchte ab September 1878 die Harrow School, zu deren Abgänger auch Winston Churchill zählt. In Harrow entwickelte Cox ein großes Interesse für Vögel und widmete sich der Lektüre von Geschichte, Geographie und Expeditionen. 1883 trat er in das Royal Military College in Sandhurst ein. Cox war gerade neunzehn Jahre alt, als er im Februar 1884 Sandhurst verließ. Er wurde im April 1884 als Second Lieutenant in das in Shahjahanpur (Indien) stationierte Jägerregiment der Cameronians (Scottish Rifles) aufgenommen und erlernte im Laufe der nächsten Jahre Urdu. Cox kehrte zwischen Oktober 1887 und Januar 1889 aus gesundheitlichen Gründen nach England zurück.
Nach seiner Rückkehr nach Indien heiratete Cox am 14. November 1889 in Lucknow Louisa Belle Hamilton. Sie war das dritte Kind des britischen Militärarztes John Butler Hamilton und teilte mit Cox die Leidenschaft für Naturgeschichte und Vögel. Cox schloss sich am 19. November 1889 dem bengalischen Stabskorbs (Bengal Staff Corps) an.

### Zeit in Britisch-Somaliland
1893 wurde Cox nach Somalia berufen und diente in Zeila, wo er Arabisch erlernte. Im Frühjahr 1895 führte er an der Nordküste eine kleine militärische Intervention gegen einen rebellierenden Volksstamm, wodurch Cox erste militärische Anerkennung und die Aufmerksamkeit seiner Vorgesetzten gewann.

### Weitere Dienste in Indien und Konsul in Maskat
Nach der Geburt seines Sohnes Derek Percy Cox in Whitby, Yorkshire am 1. Oktober 1895, kehrte Cox mit seiner Ehefrau im November 1895 nach Indien zurück und unterstand in Vadodara unmittelbar dem örtlichen Governor-General. Seinen Sohn beließ Cox in der Obhut seiner Mutter in England.
Im Oktober 1899 ernannte der neue Generalgouverneur und Vizekönig, Lord Curzon, Cox zum politischen Vertreter und Konsul in Maskat, Oman. Cox trug zum Wohlgefallen von Lord Curzon dazu bei, den französischen Einfluss in der Region zu reduzieren. Ferner baute Cox in dieser Zeit eine enge persönliche Beziehung zu Sultan Faisal ibn Turki auf.

### Dienste am Persischen Golf
1904 verließ Cox Maskat und wurde im Mai nach Buschehr, Iran zum britischen Generalkonsul berufen und war als solcher dem britischen Minister in Teheran dem Außenministerium in London unterstellt. Ihm wurden zu seiner Zeit Weitsicht und die Gabe zugeschrieben, bei den arabischen Golfemiren bzw. Scheichs Vertrauen aufzubauen. 1915 verhandelte er mit Abd al-Aziz ibn Saud einen Kooperationsvertrag gegen das Osmanische Reich. Cox gilt daher als ein bedeutender Architekt der Orient- bzw. Arabienpolitik des britischen Empire.
Im Oktober 1920 wurde er zum Hochkommissar von Mesopotamien berufen. Von Bagdad aus trug Cox in ausschlaggebender Weise zur Begründung des modernen Irak bei, indem er im Rahmen der Konferenz von Kairo 1921 Partei für Emir Faisal ibn Husain im Hinblick auf die Thronbesetzung des zu schaffenden Königreichs Irak ergriff. Gertrude Bell entwickelte diese Politik.

## Adelstitel
| Datum             | Ritterwürde                                                       |
| ----------------- | ----------------------------------------------------------------- |
| 12. Dezember 1911 | Knight Commander des Order of the Indian Empire (KCIE)            |
| 29. Oktober 1915  | Knight Commander des Order of the Star of India (KCSI)            |
| 25. August 1917   | Knight Grand Commander des Order of the Indian Empire (GCIE)      |
| 1. Januar 1920    | Knight Commander des Order of St. Michael and St. George (KCMG)   |
| 2. Januar 1922    | Knight Grand Cross des Order of St. Michael and St. George (GCMG) |